# The End of Everything
The End of Everything (estilizado em letras maiúsculas) é o segundo extended play (EP) da cantora norte-americana Noah Cyrus, lançado em 15 de maio de 2020 através da gravadora Records e Columbia Records. Foi procedido pelos singles "July", "Lonely", "I Got So High That I Saw Jesus" e "Young & Sad". O EP conta com participação de Ant Clemons na faixa "Wonder Years".

## Singles
O primeiro single do Extend Play, foi "July", lançado em 31 de julho de 2019 juntamente com seu videoclipe. A música teve uma ótima recepção, conquistando placas de platina nos Estados Unidos, Canadá e Austrália. Em 8 de novembro, Cyrus lançou um remix de July com os vocais do cantor americano, Leon Bridges. O segundo single foi "Lonely", lançado em 27 de setembro de 2019 e com estréia em videoclipe em 7 de outubro de 2019.  Seu terceiro single foi lançado em 20 de março de 2020 já com o clipe "I Got So High That I Saw Jesus".

## Faixas
| N.º            | Título                             | Produtores           | Duração |  |
| 1.             | "Ghost"                            | Tushar Apte Jussifer | 3:05    |  |
| 2.             | "I Got So High That I Saw Jesus"   | Harding M-Phazes     | 3:38    |  |
| 3.             | "Liar"                             | Loose Change         | 2:53    |  |
| 4.             | "Lonely"                           | Rollo Dan Gleyzer    | 2:24    |  |
| 5.             | "Young & Sad"                      | Harding M-Phazes     | 3:10    |  |
| 6.             | "July"                             | Sonier               | 2:36    |  |
| 7.             | "Wonder Years" (feat. Ant Clemons) | Triangle Park        | 3:18    |  |
| 8.             | "The End of Everything"            | Harding M-Phazes     | 2:56    |  |
| Duração total: | Duração total:                     | Duração total:       | 24:00   |  |